# 郑丹蕾
郑丹蕾（1994年3月17日—），中国女演员，出生于四川成都。

## 影视作品

### 电视剧
| 首播年份      | 剧名           | 角色 |
| 2014年9月7日  | 美人制造       | 灵儿 |
| 2015年10月6日 | 班淑传奇       | 阿湘 |
| 2016年1月8日  | 煮妇神探       | 美君 |
| 2016年2月1日  | 寂寞空庭春欲晚 | 沉香 |
| 2017年8月8日  | 天下第一刀     | 云珠 |

### 网络剧
| 首播年份       | 剧名      | 角色   | 首播视频 | 类型     |
| 2014年12月15日 | 我为宫狂2 | 宫铃   | 腾讯视频 |          |
| 2015年2月2日   | 逆光之恋  | 兰兰   | 腾讯视频 |          |
| 2016年2月18日  | 伏魔战士  | 貔貅女 | 爱奇艺   | 网络电影 |

### 电影
| 上映年份   | 片名     | 角色 | 合作演员                                               |
| 2016年月日 | 大闹三国 | 阿雨 | 王毅凡、王中凯、丁宇晨、朱嘉镇、吴承俊、绍路雅、张维伦 |

### 综艺节目
| 年份   | 日期   | 节目名称 | 电视台   | 备注         |
| 2012年 | 7月6日 | 花儿朵朵 | 湖南卫视 | 晋级全国30强 |

### 获奖记录
- 《寻找娇子X-Lady》晋级全国十强，人气冠军。
- 《花儿朵朵》并晋级全国30强
- 《第七届全国平面模特大赛》城市冠军
- 《第八届国际城市旅游小姐大赛》四川总决赛选手